# Misterbianco
Misterbianco (Medieval Latin: Monasterium Album, meaning White Monastery hoặc White Minster; tiếng Sicilia: Mustarjancu) là một đô thị ở tỉnh Catania trong vùng Sicilia, có khoảng cách khoảng 160 km về phía đông nam của Palermo và cách khoảng 6 km về phía tây của Catania. Tại thời điểm ngày 31 tháng 12 năm 2004, đô thị này có dân số 45.961 người và diện tích là 37,5 km².
Đô thị Misterbianco contains many frazioni (các đơn vị cấp dưới) Piano Tavola, Poggio Lupo, Lineri, Belsito, Serra.
Misterbianco giáp các đô thị: Camporotondo Etneo, Catania, Motta Sant'Anastasia, San Pietro Clarenza.